# La Fouillouse
La Fouillouse este o comună în departamentul Loire din sud-estul Franței. În 2009 avea o populație de 4.422 de locuitori.

## Evoluția populației
| An        | 1975  | 1982  | 1990  | 1999  | 2006  | 2009  |
| --------- | ----- | ----- | ----- | ----- | ----- | ----- |
| Populație | 3.352 | 4.004 | 4.035 | 4.234 | 4.315 | 4.422 |